# Dermophis mexicanus
Dermophis mexicanus, cunoscut și sub denumirea cecilianul mexican, este o specie de amfibieni apozi din familia Dermophiidae. Specia este originară din Mexic și America Centrală, unde se ascunde sub așternutul frunzelor și sub resturile vegetale.

## Descriere
Cecilianul mexican adult crește la o lungime de 30 până la 50 cm. În aspectul general, seamănă cu o râmă mare. Aproximativ o sută de pliuri inelare transversale în piele dau aspectul segmentelor. Capul are un bot ascuțit, un singur rând de dinți în maxilarul inferior și doi ochi vestigiali acoperiți cu piele, cu o pereche de tentacule proeminente între ochi și nări. Corpul este alungit și nu are membre. Suprafața superioară este gri închis, iar suprafața inferioară este gri deschis, cu marcaje mai închise pe inele.

## Distribuție și habitat
Cecilienii mexicani se găsesc în Mexic, Guatemala, El Salvador, Honduras, Nicaragua și eventual, în Belize, mai ales pe malul atlantic al Americii Centrale, dar și în unele părți izolate ale versantului Pacificului. Habitatele sale naturale sunt păduri din zona subtropicală uscată sau din zona tropicală, păduri de câmpie bogate în precipitații, păduri montane bogate în precipitații, plantații, grădini rurale și foste păduri degradate puternic . Este obișnuit cu traiul în subteran (animal fosorial), trăind în sol umed, afânat și sub așternut de frunze, bușteni și resturi vegetale, adesea în plantații de banane și cafea. Se găsește la altitudini de până la 1.200 m deasupra nivelului mării.

## Biologie
Cecilienii mexicani se hrănesc cu nevertebrate, inclusiv râme, termite, greieri, limacși și melci. Iese deasupra suprafeței solului în nopțile cu ploi ușoare și prinde prada mică care îi este la îndemână. Exemplarele mai mari pot mânca șoareci și șopârle mici. Se mișcă prin mișcări interne asemănătoare acordeonului și prin ondularea corpului dintr-o parte în alta.
Acest cecilian este vivipar. Fertilizarea este internă și subzistă până la 16 larve în curs de dezvoltare din gălbenușurile ouălor lor timp de trei luni. Apoi, ele își dezvoltă dinții și se hrănesc cu secrețiile glandulare materne, răzuind interiorul oviductului pentru a stimula producția acestora. Când ies, după 11 luni de gestație, au o lungime de 10 până la 15 cm. Apoi le cad dinții larvari și le va crește rapid un set de dinți adulți.

## Status
Cecilianul mexican de vizuini este inclus în categoria de cea mai mică îngrijorare în Lista roșie a speciilor amenințate IUCN. Are mai multe populații separate geografic și în zonele în care înainte era abundent, acum pare să fie mai puțin frecvent, iar locurile în care se găsește par să fie tot mai puține. Poate fi persecutat în unele zone pentru că arată ca un șarpe.